# Krackow (przystanek kolejowy)
Krackow – zlikwidowany wąskotorowy przystanek kolejowy w miejscowości Krackow na linii kolejowej Casekow Ldb. – Pomorzany Wąskotorowe, w powiecie Vorpommern-Greifswald, w kraju związkowym Meklemburgia-Pomorze Przednie, w Niemczech.